# 葛西満信
葛西 満信（かさい みつのぶ）は、室町時代前期の武将。陸奥権守。葛西氏当主。

## 略歴
応安3年（1370年）、葛西詮清の三男として誕生。生母は南部氏。父については、一部で持信とする説もあるが、詮清の「詮」、長兄満清・次兄満宗・満信の「満」、持信・江刺持重の「持」の字はいずれも足利将軍家（2代義詮、3代義満、4代義持）から賜ったものであり、その順序からするとこれは誤り（少なくとも持信より年少であることはあり得ない）と思われる。
諱は最初貞信（さだのぶ）といった。弓馬に明るく、武勇に秀でた名将と伝わる。
長兄・満清が永徳2年（1382年）3月18日に早世（享年19）、続いて次兄の満宗も至徳元年（1384年）2月7日に早世（享年18）したため、貞信が嫡男となり、父の死後その跡を継いだ。
応永7年（1400年）8月、鎌倉公方（足利満兼・満直・満貞兄弟）と対立して反乱を起こした宇都宮氏広・氏公（うじきみ）を、満兼らの要請を受けて義兄・大崎詮持と共同で攻め滅ぼし（栗原郡三迫の戦い）、桃生郡・牡鹿郡などに領地を加増され、葛西氏最大の版図を築いた。
同年10月に上洛して3代将軍・足利義満に謁見、偏諱（「満」の字）を賜り満信に改名した。この際に伊達政宗と共に奥州探題に任ぜられたといわれるが詳細は不明である。
死後、跡を子・持信が継いだ。満信の没年については、応永27年（1420年）11月18日（享年51）とするもの、文安元年（1444年）6月13日（享年78）とするものがあって確証がない。

## 系譜
- 父：葛西詮清 - 初名・為清
- 母：南部氏
- 兄弟姉妹
  - 長兄：葛西満清（?-1382） - 通称：又太郎。弘和2年/永徳2年（1382年）3月18日に早世、享年19
  - 長姉：大崎詮持正室 - 異母姉
  - 次兄：葛西満宗（?-1384） - 通称：新三郎。元中元年/至徳元年（1384年）2月7日に早世、享年18
  - 次姉：藤原常陸介祐重室
  - 本人：葛西満信
  - 弟：江刺持重 - 播磨守
  - 弟：葛西信貞 - 通称：左衛門佐、葛西政信の外祖父
- 室：薄衣志摩守清常の娘
- 生母不明の子女
  - 男子：葛西持信
    - 孫：葛西朝信、葛西政信（1433-1506） - 共に持信の子

  - 男子：高館信敬
  - 男子：葛西重信
  - 男子：葛西持胤